# Juan José Omella
Juan José Omella Omella (Cretas, 21 de abril de 1946) es un eclesiástico católico español, arzobispo de Barcelona desde 2015.
Fue obispo auxiliar de Zaragoza (1996-1999), obispo de Barbastro-Monzón (1999-2004), de Calahorra y La Calzada-Logroño (2004-2015), y presidente de la Conferencia Episcopal Española (2020-2024). Fue creado cardenal por el papa Francisco con el título de la Santa Cruz en Jerusalén en el consistorio del 28 de junio de 2017.

## Biografía

### Primeros años
Nació el 21 de abril de 1946 en la localidad española de Cretas, Teruel; donde su padre era agricultor y su madre costurera. Fue bautizado y confirmado en Tortosa. Su nombre de pila también figura como «Joan Josep».

### Formación
Inició sus estudios en el Seminario Menor de Zaragoza, continuándolos en el Colegio de los Misioneros de África en Logroño, luego en Gap (Francia). Posteriormente en el seminario de los Misioneros de África en Lovaina (Bélgica), frecuentando la Facultad de Teología en la Universidad Católica de Lovaina, y finalmente en el Escolasticado en Jerusalén.

### Sacerdocio
Su ordenación sacerdotal fue el 20 de septiembre de 1970, en Zaragoza; incardinándose en la archidiócesis homónima.
- Vicario ecónomo de Langa del Castillo, y encargado de Villarroya del Campo, Mainar, Villadoz y Torralbilla (1970-1976).
- Vicario coadjutor de Alcañiz, y encargado de Puigmoreno y Valmuel (1976-1978).
- Vicario ecónomo de Castelserás, y encargado de Torrecilla de Alcañiz (1979-1983).
- Párroco de Calanda (1984-1990).[5]
- Vicario episcopal territorial para Zona II/Ciudad de Zaragoza (1990-1996).
- Capellán del Convento Cisterciense de «Santa Lucía» de Zaragoza.

Además, durante un año fue misionero en Zaire, hoy República Democrática del Congo.

## Episcopado

### Obispo auxiliar de Zaragoza
El 15 de julio de 1996, el papa Juan Pablo II lo nombró obispo titular de Sasabe y obispo auxiliar de Zaragoza. Fue consagrado el 22 de septiembre del mismo año, en la Basílica del Pilar, a manos del arzobispo Elías Yanes. 

### Obispo de Barbastro-Monzón
El 27 de octubre de 1999, fue nombrado obispo de Barbastro-Monzón. Tomó posesión canónica el 12 de diciembre del mismo año.
Entre el 24 de agosto de 2001 y el 19 de diciembre de 2003 fue administrador apostólico sede vacante de Huesca y entre el 19 de octubre de 2001 y el 21 de diciembre de 2003, también administrador apostólico sede vacante de Jaca.

### Obispo de Calahorra y La Calzada-Logroño
El 8 de abril de 2004, el papa Juan Pablo II lo trasladó a la diócesis de Calahorra y La Calzada-Logroño. Tomó posesión canónica el 29 de mayo del mismo año. 
En la Conferencia Episcopal Española ejerció el cargo de presidente de la Comisión de Pastoral Social desde el año 2003.
El 23 de octubre de 2014, fue nombrado miembro de la Congregación para los Obispos ad quinquenium.

### Arzobispo de Barcelona
El 6 de noviembre de 2015, el papa Francisco lo nombró arzobispo de Barcelona. Tomó posesión canónica el 26 de diciembre del mismo año, durante una ceremonia en la Catedral de Barcelona. Es miembro nato del patronato de la Universidad Abad Oliva CEU.
En la Conferencia Episcopal Española es, desde 1996, miembro de la Comisión Episcopal de Pastoral Social, donde es, desde marzo de 2024, responsable de las Semanas Sociales en la Subcomisión Episcopal para la Acción Caritativa y Social. El 3 de marzo de 2020, fue elegido presidente de la institución, cargo que ocupó hasta el 5 de marzo de 2024.
En 2021, presentó su renuncia como lo establece el Código de Derecho Canónico.

### Cardenalato
El 21 de mayo de 2017, durante el Ángelus del papa Francisco, se hizo público que sería creado cardenal. Fue creado cardenal por el papa Francisco durante el consistorio del 28 de junio del mismo año, con el titulus de cardenal presbítero de la Santa Cruz en Jerusalén. Tomó posesión formal de su Iglesia Titular el 21 de enero de 2018.
El 11 de diciembre de 2017 fue nombrado miembro de la Congregación para los Obispos y miembro del Supremo Tribunal de la Signatura Apostólica.
Participó en la XV Asamblea General Ordinaria del Sínodo de los Obispos sobre Los jóvenes, la fe y el discernimiento vocacional, celebrada en octubre de 2018, siendo elegido miembro del XV Consejo Ordinario.
El 11 de octubre de 2022 fue confirmado como miembro del Dicasterio para los Obispos usque ad octogesimum annum aetatis.
El 7 de marzo de 2023 fue confirmado como miembro del Consejo de Cardenales, usque ad octogesimum annum aetatis.

## Escudo de armas
En el escudo cardenalicio destacada la imagen de la Virgen de la Misericordia de Cretas, a la que confía su ministerio situando a sus pies el báculo y la mitra, atributos episcopales. La parte inferior del escudo aparece dividida en dos cuarteles, en el primero se encuentran las armas de la Corona de Aragón, como recordatorio de su origen. Al lado aparecen dos torres de la basílica de la Sagrada Familia con el báculo y la mitra en sus pináculos. Entre ambas torres se sitúa la cruz de la catedral de la Santa Cruz de Barcelona.
El lema del escudo es una frase del Benedictus: Per misericordiam Dei nostri, traducido como «Por la entrañable misericordia de nuestro Dios» (Lc 1:78).